# Mans volant cap a les constel·lacions
Mans volant cap a les constel·lacions és una pintura realitzada per Joan Miró el 19 de gener de 1974 L'artista donà l'obra el juny de 1975 a la Fundació Joan Miró que s'obrí al públic el 10 de juny de 1975.

## Descripció
L'obra, de grans dimensions, es caracteritza per un seguit d'empremtes directes de les mans de Joan Miró sobre tota la tela, distribuïdes de manera desigual, ocupant tota la franja central de la tela. Miró va començar a fer servir aquesta tècnica a principis dels anys 40. En aquesta obra Miró torna a referenciar a les seves Constel·lacions, tal com indica el títol.

## Context
Tal com exposa Rosa Maria Malet en l'anàlisi dels seus treballs de 1971 a 1981 
| «                        | La pintura s'inscriu en els característiques distintives dels darrers treballs de Miró on hi ha un ús abundant del negre i una considerable reducció de la resta de colors en proporció a aquest negre. Aquesta característica juntament amb la indiferència aparent en l'aplicació de la pintura sobre la tela, amb l'aparició de degoteigs i esquitxos, dona a aquests treballs una gran força i agressivitat. Una agressivitat però que existeix més en la forma que en el contingut. Aquests treballs no han de ser interpretats com un crit de protesta sinó com una manifestació sincera i espontània dels sentiments de l'artista. | » |
| — Malet. R.M., Joan Miró | |   |

Pel que fa a la tècnica d'execució el mateix Miró explica tal com recull Taillandier el 1974 
| «                                                                                      | Aquest mètode que consisteix a sucar el dit en la pintura és força recent. En una foto de la meva monografia es pot veure com ho faig.Cada vegada faig servir més el recurs dels dits. Fins i tot escampo pintura amb el puny, així, fregant en cercle. | » |
| — Joan Miró , Maintenant je travaille par terre/ propos recuellis par Yvon Taillandier | |   |

Segons Malet, l'obra El Cel entreobert ens torna l'esperança, de 1934, ja era un clar precedent d'aquesta obra, molt posterior.

## Exposicions
- 1974 — París. Grand Palais,[6][7]
- 1975 — Barcelona. Fundació Joan Miró[8]
- 2011 — Londres i Barcelona : Joan Miró. L'escala de l'evasió[9]